# Džabir ibn Hajan
Mūsā Jābir ibn Hayyān (pers. جابر بن حيان; Džabir ibn Hajan; Tus, 721. - Kufa, 815.) persijski lekar, sufijski filozof i alhemičar. Smatra se jednim od najpoznatijih persijskih alhemičara. Bavio se još i astronomijom, astrologijom, matematikom, muzikom i magijom. Smatra se da je autor enormnog broja raznovrsnih radova na arapskom jeziku, koji se često nazivaju Džabirovim korpusom. On je naširoko prihvaćen kao otac ili osnivač rane hemije, izumitelj mnogih osnovnih procesa i opreme koja je još uvek u upotrebi u hemijskim laboratorijama.

## Životopis
Abu Musa Džabir ibn Hajan al-Azdi al-Kufi al-Sufi ili latinizirano Geber je do danas zagonetna osoba, budući da istoričari još uvek nisu postigli konsenzus oko pitanja da li je uopšte postojao ili se zapravo radi o legendarnoj osobi., a prepirke se vode i na temelju njegovog etničkog podekla s ozbirom da je pisao i na arapskom jeziku.
Njegovu biografiju napisao je Ibn al-Nadim, oko 170 godina posle pretpostavljene Džabirove smrti. Prema njegovom kazivanju, Džabir je napisao mnogo važnih knjiga, čak oko tristo naslova, ali istoričari veruju da nijedna od knjiga potpisanih njegovim imenom nije njegova, stoga autorstvo nad tim delima pripisuju Pseudo-Džabiru.
Rukovodeći se obrascima koje čine i prožimaju navodno Džabirova dela, dolazi se do spoznaje kako su te tekstove napisali pripadnici šijitskog ogranka ismailita. Primetno je da se na nekoliko mesta u knjigama Džabirovog korpusa javlja pouka o imamu, što upučuje na zaključak da su ta dela nastala u trenutku kada je ta pouka bila politički aktuelna. Povodeći se time, J. Ruska je 1930. zaključio da je „celi sistem Džabirovih spisa... ismailitskog porekla”.

## Doprinos alhemiji
Svojim je delom Džabir postavio temelje celokupnoj kasnijoj islamskoj alhemiji. Prvi je u alhemiju uveo životinjske i biljne supstance, u islamski svet je uveo i pitagorejski princip brojeva. Tvrdio je i da se neplemeniti metali mogu pretvoriti u plemenite, što je bio modus operandi kasnijih alhemičara.
Upravo se u njegovim delima sačuvao najraniji poznati tekst Smaragdne ploče.

## Džabirova dela

### Džabirov korpus
Radi se o knjigama i raspravama koje nose Džabirovo ime, a navodi se više od hiljadu naslova o magiji, teurgiji, medicini i teologiji.
Izdvajaju se četiri zbirke knjiga koje su napisane od kraja 9. do sredine 10. veka:
- Sto dvanaest knjiga - radi se o zbirci od 112 rasprava, od kojih je danas pronađeno tek 28. U knjigama se opisuju alhemijski postupci, pretežno suva destilacija organskih materija, kojoj je cilj bio da se rastave materije na sastojke prema Aristotelovom principu.[15]
- Sedamdeset knjiga - zbirka knjiga o alhemiji i medicini, koja se pojavila na Zapadu u 12. veku, u latinskom prevodu pod naslovom Liber de septuaginta, ali s nepotpunim tektom. Tek je 1926. godine među novootkrivenim rukopisima u Kairu i Carigradu, pronađen celovit rukopis. U ovoj zbirci nalazi se medicinsko delo „Knjiga otrova” (Kitab al-sumum).
- Knjiga ispravljanja - je zbirka od deset knjiga napisanih radi ispravake i dopune nauka navodnih alhemičara, poput, Pitagore, Sokrata, Aristotela im Demokrita.
- Knjiga Vaga - je naslov zbirke od 144 rasprave napisane početkom 10. veka, koja govori o filozofskom balansu između materijalnog i duhovnog sveta.

### Pseudo-Džabirov korpus
Unutar ove zbirke nalaze se latinski radovi pripisani Džebiru, za koje nije otkriven arapski izvornik. Iako su ovi radovi nastali pod uticajem arapskih naučnika, zapravo su nastali u Evropi u 14. veku, napisani na latinskom jeziku:
- „Zbroj savršenstva magisterija” (Summa perfectionis magisterii)
- „O istraživanju savršenosti” (De investigatione perfectionis)
- „O otkrivanju istine” (De inventione veritatis)
- „Džabirova oporuka” (Testamentum gerberi)

## Literatura
- Baigent, Michael i Leigh, Richard, Eliksir i kamen: nasljeđe magije i alkemije, Zagreb, . 2000.  978-953-6716-11-1.
- Grdenić, Drago, Alkemija, Zagreb,
- Opća i nacionalna enciklopedija u 20 svezaka, sv. VII, Zagreb, . 2005.  9789537224073.
- De Smet, Daniel (2008—2012). „Jaʿfar al-Ṣādeq iv. Esoteric Sciences”. Encyclopaedia Iranica.
- Forster, Regula (2018). „Jābir b. Ḥayyān”.  Ур.: Fleet, Kate; Krämer, Gudrun; Matringe, Denis; Nawas, John; Rowson, Everett. Encyclopaedia of Islam, Three. doi:10.1163/1573-3912_ei3_COM_32665.
- Kraus, Paul; Plessner, Martin (1960—2007). „Djābir B. Ḥayyān”.  Ур.: Bearman, P.; Bianquis, Th.; Bosworth, C.E.; van Donzel, E.; Heinrichs, W.P. Encyclopaedia of Islam, Second Edition. doi:10.1163/1573-3912_islam_SIM_1898.
- Lory, Pierre (2008a). „Jābir Ibn Hayyān”.  Ур.: Koertge, Noretta. New Dictionary of Scientific Biography. 4. Detroit: Thomson Gale. стр. 19—20. ISBN 978-0-684-31320-7.
- Lory, Pierre (2008b). „Kimiā”. Encyclopaedia Iranica.
- Plessner, Martin (1981). „Jābir Ibn Hayyān”.  Ур.: Gillispie, Charles C. Dictionary of Scientific Biography. 7. New York: Charles Scribners’s Sons. стр. 39—43.
- al-Hassan, Ahmad Y. (2009). Studies in al-Kimya': Critical Issues in Latin and Arabic Alchemy and Chemistry. Hildesheim: Georg Olms Verlag. ISBN 978-3-487-14273-9.
- Burnett, Charles (2001). „The Coherence of the Arabic-Latin Translation Program in Toledo in the Twelfth Century”. Science in Context. 14 (1–2): 249—288. S2CID 143006568. doi:10.1017/S0269889701000096.
- Capezzone, Leonardo (1997). „Jābir ibn Ḥayyān nella città cortese. Materiali eterodossi per una storia del pensiero della scienza nell'Islam medievale”. Rivista degli Studi Orientali. LXXI (1/4): 97—144. JSTOR 41880991.
- Capezzone, Leonardo (2020). „The Solitude of the Orphan: Ǧābir b. Ḥayyān and the Shiite Heterodox Milieu of the Third/Ninth–Fourth/Tenth Centuries”. Bulletin of the School of Oriental and African Studies. 83 (1): 51—73. S2CID 214044897. doi:10.1017/S0041977X20000014.
- Corbin, Henry (1950). „Le livre du Glorieux de Jâbir ibn Hayyân”. Eranos-Jahrbuch. 18: 48—114.
- Corbin, Henry (1986). Alchimie comme art hiératique. Paris: L’Herne. ISBN 9782851971029.
- Coulon, Jean-Charles (2017). La Magie en terre d'Islam au Moyen Âge. Paris: CTHS. ISBN 9782735508525.
- Delva, Thijs (2017). „The Abbasid Activist Ḥayyān al-ʿAṭṭār as the Father of Jābir b. Ḥayyān: An Influential Hypothesis Revisited”. Journal of Abbasid Studies. 4 (1): 35—61. doi:10.1163/22142371-12340030.
- El-Eswed, Bassam I. (2006). „Spirits: The Reactive Substances in Jābir's Alchemy”. Arabic Sciences and Philosophy. 16 (1): 71—90. S2CID 170880312. doi:10.1017/S0957423906000270.
- Fück, Johann W. (1951). „The Arabic Literature on Alchemy According to An-Nadīm (A.D. 987)”. Ambix. 4 (3–4): 81—144. doi:10.1179/amb.1951.4.3-4.81.
- Gannagé, Emma (1998). Le commentaire d'Alexandre d'Aphrodise In de generatione et corruptione perdu en grec, retrouvé en arabe dans Ǧābir ibn Ḥayyān, Kitāb al-Taṣrīf (Unpublished PhD diss.). Université Paris 1 Panthéon-Sorbonne.
- Holmyard, Eric J. (1923). „Jābir ibn Ḥayyān”. Proceedings of the Royal Society of Medicine. 16: 46—57. doi:10.1177/003591572301601606 .
- Holmyard, Eric J. (1927). „An Essay on Jābir ibn Ḥayyān”.  Ур.: Ruska, Julius. Studien zur Geschichte der Chemie: Festgabe Edmund O. v. Lippmann. Berlin: Springer. стр. 28—37. ISBN 978-3-642-51236-0. doi:10.1007/978-3-642-51355-8_5.
- Kraus, Paul (1930). „Dschābir ibn Ḥajjān und die Ismāʿīlijja”.  Ур.: Ruska, Julius. Dritter Jahresbericht des Forschungsinstituts für Geschichte der Naturwissenschaften. Mit einer Wissenschaftlichen Beilage: Der Zusammenbruch der Dschābir-Legende. Berlin: Springer. стр. 23—42. OCLC 913815541.
- Kraus, Paul (1931). „Studien zu Jābir ibn Hayyān” (PDF). Isis. 15 (1): 7—30. JSTOR 224568. S2CID 143876602. doi:10.1086/346536.
- Kraus, Paul (1942). „Les dignitaires de la hiérarchie religieuse selon Ǧābir ibn Ḥayyān”. Bulletin de l'institut français d'archéologie orientale. 41: 83—97.
- Kraus, Paul (1942—1943). Jâbir ibn Hayyân: Contribution à l'histoire des idées scientifiques dans l'Islam. I. Le corpus des écrits jâbiriens. II. Jâbir et la science grecque. Cairo: Institut Français d'Archéologie Orientale. ISBN 978-3-487-09115-0. OCLC 468740510.
- Laufer, Berthold (1919). Sino-Iranica: Chinese Contributions to the History of Civilization in Ancient Iran. Fieldiana, Anthropological series. 15. Chicago: Field Museum of Natural History. OCLC 1084859541.
- Lory, Pierre (1983). Jâbir ibn Hayyân: Dix traités d'alchimie. Les dix premiers Traités du Livre des Soixante-dix. Paris: Sindbad. ISBN 9782742710614.
- Lory, Pierre (1989). Alchimie et mystique en terre d'Islam. Lagrasse: Verdier. ISBN 9782864320913.
- Lory, Pierre (1994). „Mots d'alchimie, alchimie des mots”.  Ур.: Jacquart, D. La formation du vocabulaire scientifique et intellectuel dans le monde arabe. Civicima. 7. Turnhout: Brepols. стр. 91—106. ISBN 978-2-503-37007-1. doi:10.1484/M.CIVI-EB.4.00077.
- Lory, Pierre (2000). „Eschatologie alchimique chez jâbir ibn Hayyân”. Revue des mondes musulmans et de la Méditerranée. 91–94 (91–94): 73—92. doi:10.4000/remmm.249 .
- Lory, Pierre (2016a). „Aspects de l'ésotérisme chiite dans le Corpus Ǧābirien: Les trois Livres de l'Elément de fondation”. Al-Qantara. 37 (2): 279—298. doi:10.3989/alqantara.2016.009 .
- Lory, Pierre (2016b). „Esotérisme shi’ite et alchimie. Quelques remarques sur la doctrine de l’initiation dans le Corpus Jābirien”.  Ур.: Amir-Moezzi, Mohammad Ali; De Cillis, Maria; De Smet, Daniel; Mir-Kasimov, Orkhan. L'Ésotérisme shi'ite, ses racines et ses prolongements – Shi'i Esotericism: Its Roots and Developments. Bibliothèque de l'Ecole des Hautes Etudes, Sciences Religieuses. 177. Turnhout: Brepols. стр. 411—422. ISBN 978-2-503-56874-4. doi:10.1484/M.BEHE-EB.4.01179.
- Marquet, Yves (1988). La philosophie des alchimistes et l'alchimie des philosophes — Jâbir ibn Hayyân et les « Frères de la Pureté ». Paris: Maisonneuve et Larose. ISBN 9782706809545.
- Moureau, Sébastien (2020). „Min al-kīmiyāʾ ad alchimiam. The Transmission of Alchemy from the Arab-Muslim World to the Latin West in the Middle Ages”. Micrologus. 28: 87—141. hdl:2078.1/211340.
- Newman, William R. (1985). „New Light on the Identity of Geber”. Sudhoffs Archiv. 69 (1): 76—90. JSTOR 20776956. PMID 2932819.
- Newman, William R. (1991). The Summa perfectionis of Pseudo-Geber: A Critical Edition, Translation and Study. Leiden: Brill. ISBN 978-90-04-09464-2.
- Newman, William R. (1996). „The Occult and the Manifest among the Alchemists”.  Ур.: Ragep, F. Jamil; Ragep, Sally P.; Livesey, Steven. Tradition, Transmission, Transformation: Proceedings of Two Conferences on Pre-Modern Science held at the University of Oklahoma. Leiden: Brill. стр. 173—198. ISBN 978-90-04-10119-7.
- Nomanul Haq, Syed (1994). Names, Natures and Things: The Alchemist Jābir ibn Ḥayyān and his Kitāb al-Aḥjār (Book of Stones). Dordrecht: Kluwer. ISBN 9789401118989.
- Norris, John (2006). „The Mineral Exhalation Theory of Metallogenesis in Pre-Modern Mineral Science”. Ambix. 53 (1): 43—65. S2CID 97109455. doi:10.1179/174582306X93183.
- Ruska, Julius (1923a). „Sal ammoniacus, Nušādir und Salmiak”. Sitzungsberichte der Heidelberger Akademie der Wissenschaften, Philosophisch-Historische Klasse. 14 (5). doi:10.11588/diglit.38046.
- Ruska, Julius (1923b). „Über das Schriftenverzeichnis des Ǧābir ibn Ḥajjān und die Unechtheit einiger ihm zugeschriebenen Abhandlungen”. Archiv für Geschichte der Medizin. 15: 53—67. JSTOR 20773292.
- Ruska, Julius (1927). „Die siebzig Bücher des Ǵābir ibn Ḥajjān”.  Ур.: Ruska, Julius. Studien zur Geschichte der Chemie: Festgabe Edmund O. v. Lippmann. Berlin: Springer. стр. 38—47. ISBN 978-3-642-51236-0. doi:10.1007/978-3-642-51355-8_6.
- Ruska, Julius (1928). „Der Salmiak in der Geschichte der Alchemie”. Zeitschrift für angewandte Chemie. 41 (50): 1321—1324. doi:10.1002/ange.19280415006.
- Ruska, Julius; Garbers, Karl (1939). „Vorschriften zur Herstellung von scharfen Wässern bei Gabir und Razi”. Der Islam. 25: 1—34. S2CID 161055255. doi:10.1515/islm.1938.25.1.1.
- Sarton, George (1927—1948). Introduction to the History of Science. I–III. Baltimore: Williams & Wilkins. OCLC 476555889.
- Sezgin, Fuat (1971). Geschichte des arabischen Schrifttums, Band IV: Alchimie, Chemie, Botanik, Agrikultur bis ca. 430 H. Leiden: Brill. стр. 132—269. ISBN 9789004020092.
- Stapleton, Henry E. (1905). „Sal Ammoniac: A Study in Primitive Chemistry”. Memoirs of the Asiatic Society of Bengal. I (2): 25—40.
- Stapleton, Henry E.; Azo, R.F.; Hidayat Husain, M. (1927). „Chemistry in Iraq and Persia in the Tenth Century A.D.”. Memoirs of the Asiatic Society of Bengal. VIII (6): 317—418. OCLC 706947607.
- Starr, Peter (2009). „Towards a Context for Ibn Umayl, Known to Chaucer as the Alchemist Senior” (PDF). Journal of Arts and Sciences. 11: 61—77. Архивирано из оригинала (PDF) 25. 09. 2020. г. Приступљено 04. 01. 2023.
- Ullmann, Manfred (1972). Die Natur- und Geheimwissenschaften im Islam. Leiden: Brill. ISBN 978-90-04-03423-5.
- Weisser, Ursula (1980). Das "Buch über das Geheimnis der Schöpfung" von Pseudo-Apollonios von Tyana. Berlin: De Gruyter. ISBN 978-3-11-086693-3. doi:10.1515/9783110866933.
- Abū Rīda, Muḥammad A. (1984). „Thalāth rasāʾil falsafiyya li-Jābir b. Ḥayyān”. Zeitschrift für Geschichte der Arabisch-Islamischen Wissenschaften. 1: 50—67.
- Abū Rīda, Muḥammad A. (1985). „Risālatān falsafiyyatān li-Jābir b. Ḥayyān”. Zeitschrift für Geschichte der Arabisch-Islamischen Wissenschaften. 2: 75—84.
- Berthelot, Marcellin; Houdas, Octave V. (1893). La Chimie au Moyen Âge. III. Paris: Imprimerie nationale.
  - al-Mazyadī, Aḥmad Farīd (2006). Rasāʾil Jābir ibn Ḥayyān. Beirut: Dār al-Kutub al-ʿIlmiyya. (pirated edition of Berthelot & Houdas 1893, Holmyard 1928 and Kraus 1935)
- Gannagé, Emma (1998). Le commentaire d'Alexandre d'Aphrodise In de generatione et corruptione perdu en grec, retrouvé en arabe dans Ǧābir ibn Ḥayyān, Kitāb al-Taṣrīf (Unpublished PhD diss.). Université Paris 1 Panthéon-Sorbonne.
- Holmyard, E. John (1928). The Arabic Works of Jâbir ibn Hayyân. Paris: Paul Geuthner.
- Kraus, Paul (1935). Essai sur l'histoire des idées scientifiques dans l'Islam / Mukhtār Rasāʾil Jābir b. Ḥayyān. Paris/Cairo: G.P. Maisonneuve/Maktabat al-Khānjī.
- Nomanul Haq, Syed (1994). Names, Natures and Things: The Alchemist Jābir ibn Ḥayyān and his Kitāb al-Aḥjār (Book of Stones). Dordrecht: Kluwer. ISBN 9789401118989. (contains a new edition of parts of the Kitāb al-Aḥjār with English translation)
- Lory, Pierre (1988). Tadbīr al-iksīr al-aʿẓam. Arbaʿ ʿashara risāla fī ṣanʿat al-kīmiyāʾ / L'élaboration de l'élixir suprême. Quatorze traités de Gâbir ibn Ḥayyân sur le grand oeuvre alchimique. Damascus: Institut français de Damas.
- Ruska, Julius; Garbers, Karl (1939). „Vorschriften zur Herstellung von scharfen Wässern bei Gabir und Razi”. Der Islam. 25: 1—34. S2CID 161055255. doi:10.1515/islm.1938.25.1.1.
- Sezgin, Fuat (1986). The Book of Seventy. Frankfurt am Main: Institute for the History of Arabic-Islamic Science.
- Siggel, Alfred (1958). Das Buch der Gifte des Ǧābir ibn Ḥayyān. Wiesbaden: Steiner.
- Zirnis, Peter (1979). The Kitāb Usṭuqus al-uss of Jābir ibn Ḥayyān (Unpublished PhD diss.). New York University.
- Berthelot, Marcellin; Houdas, Octave V. (1893). La Chimie au Moyen Âge. III. Paris: Imprimerie nationale.
- Corbin, Henry (1950). „Le livre du Glorieux de Jâbir ibn Hayyân”. Eranos-Jahrbuch. 18: 48—114.
- Gannagé, Emma (1998). Le commentaire d'Alexandre d'Aphrodise In de generatione et corruptione perdu en grec, retrouvé en arabe dans Ǧābir ibn Ḥayyān, Kitāb al-Taṣrīf (Unpublished PhD diss.). Université Paris 1 Panthéon-Sorbonne.
- Lory, Pierre (1983). Jâbir ibn Hayyân: Dix traités d'alchimie. Les dix premiers Traités du Livre des Soixante-dix. Paris: Sindbad. ISBN 9782742710614.
- Lory, Pierre (2000). „Eschatologie alchimique chez jâbir ibn Hayyân”. Revue des mondes musulmans et de la Méditerranée. 91–94 (91–94): 73—92. doi:10.4000/remmm.249 .
- Nomanul Haq, Syed (1994). Names, Natures and Things: The Alchemist Jābir ibn Ḥayyān and his Kitāb al-Aḥjār (Book of Stones). Dordrecht: Kluwer. ISBN 9789401118989.
- O’Connor, Kathleen M. (1994). The Alchemical Creation of Life (Takwīn) and Other Concepts of Genesis in Medieval Islam (PhD diss.). University of Pennsylvania.
- Rex, Friedemann (1975). Zur Theorie der Naturprozesse in der früharabischen Wissenschaft. Wiesbaden: Steiner.
- Ruska, Julius; Garbers, Karl (1939). „Vorschriften zur Herstellung von scharfen Wässern bei Gabir und Razi”. Der Islam. 25: 1—34. S2CID 161055255. doi:10.1515/islm.1938.25.1.1.
- Siggel, Alfred (1958). Das Buch der Gifte des Ǧābir ibn Ḥayyān. Wiesbaden: Steiner.
- Zirnis, Peter (1979). The Kitāb Usṭuqus al-uss of Jābir ibn Ḥayyān (Unpublished PhD diss.). New York University.
- Berthelot, Marcellin (1906). „Archéologie et Histoire des sciences”. Mémoires de l'Académie des sciences de l'Institut de France. 49.
- Colinet, Andrée (2000). „Le Travail des quatre éléments ou lorsqu’un alchimiste byzantin s’inspire de Jabir”.  Ур.: Draelants, Isabelle; Tihon, Anne; Van den Abeele, Baudouin. Occident et Proche-Orient: Contacts scientifiques au temps des Croisades. Actes du colloque de Louvain-la-Neuve, 24 et 25 mars 1997. Reminisciences. 5. Turnhout: Brepols. стр. 165—190. ISBN 978-2-503-51116-0. doi:10.1484/M.REM-EB.6.09070802050003050101010600.
- Darmstaedter, Ernst (1925). „Liber Misericordiae Geber: Eine lateinische Übersetzung des gröβeren Kitâb l-raḥma”. Archiv für Geschichte der Medizin. 17 (4): 181—197.
- Newman, William R. (1994). „Arabo-Latin Forgeries: The Case of the Summa Perfectionis (with the text of Jābir ibn Ḥayyān's Liber Regni)”.  Ур.: Russell, G. A. The 'Arabick' Interest of the Natural Philosophers in Seventeenth-Century England. Leiden: Brill. стр. 278—296. ISBN 978-90-04-09888-6.

## Spoljašnje veze
- Plessner, M. (2008) [1970–80]. „Jābir Ibn Hayyān”. Complete Dictionary of Scientific Biography. Encyclopedia.com.